# Keep Your Seats, Please
Keep Your Seats, Please é um filme de comédia produzido no Reino Unido, dirigido por Monty Banks e lançado em 1936.